# Johann Engelmann
Johann Engelmann (* 18. August 1874 in Alzey; † 18. August 1955 ebenda) war ein hessischer Politiker (SPD) und ehemaliger Abgeordneter des Landtags des Volksstaates Hessen in der Weimarer Republik.

## Familie
Johann Engelmann war der Sohn des Handarbeiters Philipp Engelmann und dessen Frau Barbara geborene Distel. Er heiratete am 6. Oktober 1900 Juliane geborene Sipp und gab seine Religionszugehörigkeit als freireligiös an.

## Ausbildung und Beruf
Johann Engelmann war bis 1920 Arbeitersekretär in Worms und Mainz. Am 1. Dezember 1920 wurde er Direktor des Öffentlichen Arbeitsnachweisamtes im Mainz.

## Politik
Johann Engelmann war ab 1908 Stadtverordneter in Worms und ab 1919 Stadtverordneter in Mainz. 1920 wurde er in den Kreisausschuss Mainz gewählt. 1919 bis 1921 und 1924 bis 1927 gehörte er dem Landtag an.